# Cymric Suffrage Union
Le Cymric Suffrage Union est une association féministe galloise fondée en 1911 et devenue par la suite le Forward Cymric Suffrage Union.

## Histoire
Le Cymric Suffrage Union est fondé le 10 juillet 1911 par Edith Mansell-Moullin. L'association féministe galloise accepte les hommes dans ses rangs et a pour revendication première la libération de la femme e s'oppose à la politique du gouvernement britannique. L'association agit seulement à Londres et vise les gallois habitant la capitale. Pour cela, elle édite ses textes en anglais et en gallois. L'adoption du Conciliation Bills, qui donnerait le droit de vote aux femmes est espéré mais lorsqu'en 1912 le parlement le rejette pour la troisième fois, Edith Mansell-Moullin propose de changer de modalité d'action et transforme le 'Cymric Suffrage Union en Forward Cymric Suffrage Union.